# Cláudio Carneyro
Filho do célebre pintor António Carneiro e de Rosa Atília de Queiroz, Cláudio Carneyro nasceu no Porto a 27 de Janeiro de 1895. 
Era irmão do pintor Carlos Carneiro.
Sem tradições musicais na família, manifestou desde cedo um grande gosto pela música e viria a abandonar os estudos liceais para se dedicar ao violino. Estudou com Lucien Lambert, um professor de composição sediado no Porto, o qual o recomendou ao seu velho mestre Théodore Dubois, director do Conservatório de Paris.
Desde as primeiras obras que compôs, talvez devido ao conhecimento mais aprofundado que tinha, como executante, do violino, revelou uma especial aptidão para a escrita para cordas. Em 1920, foi precisamente um Prelúdio Coral e Fuga para cordas que viria a chamar a atenção de Gabriel Pierné, director dos Concertos Colonne em Paris, sendo a obra incluída na programação da famosa orquestra. A honra levou-o a ser admitido na classe de Charles-Marie Widor, que preparava os candidatos ao Prix de Rome. Cabe referir que Widor conhecia a cidade do Porto por ter inaugurado o órgão do Palácio de Cristal.
A 5 de outubro de 1934, foi agraciado com o grau de Oficial da Ordem Militar de Sant'Iago da Espada.
Desde então, a carreira de Cláudio Carneyro dividia-se constantemente entre compromissos em Portugal e em Paris e viria a ser marcada por uma vontade continuada em se aperfeiçoar, mesmo na idade adulta, com mestres como Paul Dukas. Laureado com o Prémio Moreira de Sá, foi nomeado Professor do Conservatório do Porto em 1938, um ano mais tarde funda uma Orquestra de Cordas e em 1943 foi nomeado director do Emissor Regional do Norte. Foi o compositor mais importante do seu tempo na cidade e um dos responsáveis pela solidificação do modernismo musical em Portugal.

## Obras

### Orquestra sinfónica
- Quatro corais antigos (1916)
- Pregões, Romarias do Senhor, Procissões, op.25, nº2 (1928)
- Cantarejo e Dansará (1938)
- Raiana (1939)
- Gradualis (1939/62)
- Nau Catrineta (bailado) (1942/45)
- Portugalesas (em versão coreográfica, com o título «O Douro correu para o mar») (1949)
- Palma à memória de Chopin (1949)
- Bailadeiras (transcrição - 1ª versão) (1954)
- Khroma, para violeta e orquestra (três andamentos, dos quais o 2º em transcrição) (1954/62)
- Roda dos degredados (transcrição para violino ou violoncelo e orquestra) (1960)
- Bailadeiras (transcrição - 2ª versão) (1962)

### Orquestra de câmara
- Bailados, op.28, nº3 (1931)
- Dança popular (transcrição do nº3 da Partita) (1934)
- D'Aquém e d'Além-Mar (transcrição para violino e orquestra do 1º número deste tríptico, que aqui também adopta designação de «Legenda» (1939)
- Variações sobre um tema de Corelli-Kreisler (1939)
- Improviso sobre uma cantiga do Sul (transcrição do nº6 dos «Vasos de mangerico») (1939)
- Barcos de papel (1941)
- Catavento, para piano e orquestra (1942/44)

### Orquestra de arco
- Prelúdio, Coral e Fuga, op.6, nº4 (1918/20)
- Memento (1933)
- Pavana (transcrição) (1939)
- Auto da Cidade (1947)
- Galharda (1959/60)
- Cantar d'amigo - Lourenço, Jogral (transcrição para cravo ou harpa e arcos) (1961)

### Pequenos conjuntos instrumentais

#### Quartetos e trios
- Fugueta para quarteto de arcos (1926)
- Partita op.23, nº1 para trio de arcos (1928/31)
- Trio para piano, violino e violoncelo op.24, nº1 (1928/29)
- Quarteto para piano, violino, violeta e violoncelo (1941/46)
- Quarteto de arco em ré menor (1947)
- Romance da morte de D. Sebastião, para 2 violinos e violeta (1947)
- Entrada, Canto-Plano e Fugueta do Cuco (trio infantil), para piano, violino e violoncelo (1961)

#### Violino e piano
- Improviso sobre uma cantiga do povo (1925)
- D'Aquém e d'Além-Mar, op. 20, nº3 (1925/26)
- Sonata op.26, nº1 (1929/30)
- Bruma (1935)
- A Roda dos Degredados (1943)
- Tema popular (1946)

#### Violeta e piano
- Khroma(1954)

#### Violoncelo e piano
- Arioso e Capriccietto (1954)
- A Roda dos Degredados (transcrição) (1954)
- Senhora do Almurtão (transcrição) (1954)
- Sonatina (1961)

#### Flauta e piano
- Avena Ruda (1933/37)

#### Dois violinos
- Canção do Figueiral (transcrição) (1947)

#### Dois pianos
- Mote popular (1938)
- Bagatela (1961)

### Instrumento solo

#### Harpa
- Andaluza (1920)

#### Violeta
- Ausência (de «D'Aquém e D'Além-Mar» - transcrição) (1926)

#### Piano
- Cântico, op.5, nº3 (1918)
- Bola de Sabão, op.4, nº1 (1923)
- Vasos de manjerico, op.13, nº2 (1923/26)
- Poemas em prosa, op.27, nº3 (1930/31)
- Fábulas (1933/36)
- Jogos florais (1934)
- Paciências de Ana Maria (1935/36)
- Prelúdio e Scherzo (1936)
- História singela (?)
- Raiana (1936)
- Carrilhões de bronze (1937)
- Carrilhões de prata (1939)
- Pavana (1939)
- Pequeno Minuete (1941)
- Bailadeiras (1946)
- Arpa Eolea (1948)
- Sob o signo lunar (1951)
- Tento (1954)
- Movimento perpétuo (1955)

### Vocal

#### Canto e piano
- Epitáfio (Gil Vicente), op.12, nº6 (1923)
- Do Meu Quadrante - Iluminuras, op.17, nº6 (1924/28)
- Quatrain (Guerra Junqueiro) (1930)
- Cantares, op.28, nº4 (1931)
- Velhos cantares (1933/42)
- Campanas de Bastabales (Rosalía de Castro) (1962)

#### Canto e orquestra sinfónica
- A casa do coração (1942)
- Imortal cantar (1942)
- Senhora do Almurtão (1942)
- Três barcos passam no rio (1943)
- Canção deste negra vida (1943)

#### Canto e orquestra de câmara
- Meu Deus (Júlio Dinis) (1939)

#### Canto e orquestra de arco
- Embalo (Júlio Dinis) (1939)
- O meu amorzinho (?)
- Cãtugua sua Partindosse (1946)
- Verde folha d'hera (1949)
- 2 Redondilhas de Camões (1949)
- Cantar d'Amigos de Lourenço, Jogral (com harpa) (1961)

#### Coro

##### Coro mistoa cappella
- Coral da Anunciação, op.3 (1917)
- Loa e Melopeia (1926)
- As saudades (Adriano Correia de Oliveira) (1932)
- Cântico de Natal (popular) (1942)
- Natal de Elvas (popular) (1942)
- Ó Casa de Aleluia (Adriano Correia de Oliveira) (1948)
- Três Poemas de Fernando Pessoa (1948/49)
- Reginaldo (popular) (1951)
- Ó ladrão de amor (popular) (1952)
- Desgarrada (popular) (1952)
- Canto de Natal (popular) (1954)
- Oh! Estrela esplendorosa (popular) (1963)

##### Coro femininoa cappella
- Canção do Figueiral (1934)
- Ave-Maria (1935)
- Jaculatórias (1935)
- Musa popular (1939)
- Aos Poveirinhos do Mar (1939)
- Orações populares (1940)
- Males de Amor (1941/43)
- Este hé Maio (Gil Vicente) (1942)
- 4 Romances populares (1942)
- Num sítio ameno (Tomás António Gonzaga) (1944)
- A minha amada (Tomás António Gonzaga) (1944)
- Numa escura gruta (Tomás António Gonzaga) (1944)
- Dizem? (Fernando Pessoa) (1948)
- Plenilúnio (Fernando Pessoa) (1951)
- Gerinaldo (popular) (1953)

##### Coro masculino
- Súplica dos penitentes de Paúl (popular) - Coro a cappella (1942)
- A Voz dos Heróis - Janeiras (popular) - Coro com acompanhamento instrumental (1943)

## Discografia
- Canções Populares Portuguesas (1959): Arminda Correia (voz), Fernando Lopes-Graça (piano); His Master's Voice/E.M.I. Records, DLPC 18
- Cantar d'amigo (1968): Rosa Candal (soprano), Marília Vaz e Viana (piano); Ofir/Discoteca Santo António, AM 4.157
- Music of Portugal (1978) - LP Educo, 4109
- Music of Portugal (1974) - LP Educo, 4105
- Music of Portugal (1974) - LP Educo, 4104
- Música Portuguesa Séc. XVIII - XX (1990): Nova Filarmonia Portuguesa, Álvaro Cassuto; Movieplay, 3-11006
- Iberic Impressionist Piano Works (1991): Manuela Gouveia; Pavane Records, ADW 7238
- Cláudio Carneyro - Songs (1995): Elvira Archer, Nella Maissa; Portugalsom/Strauss, SP 4064
- Cláudio Carneyro: Sonata for Violin and Piano; Bruma; A Roda dos Degredados (1995): Jack Glatzer, Filipe de Sousa; Portugalsom/Strauss, SP 4060
- Tatiana Pavlova - piano (1995); Numérica, NUM 1032
- Maria Fernanda Wandschneider - piano (1995); Numérica, NUM 22
- Quarteto de Cordas do Porto - Cláudio Carneyro (1996); Numérica, NUM 1058
- Cláudio Carneyro - Canções (1996): Jorge Chaminé (barítono) Marie-Françoise Bucquet (piano); Movieplay Classics, MOV. 3-11043
- Música Portuguesa Séc. XX (1998): Álvaro Teixeira Lopes, José Pereira de Sousa; Numérica, NUM 1069
- Música Portuguesa (2000): Eduardo Resende, Luís Meireles; Numérica, NUM 1093
- Encontro - Música Portuguesa per a Flauta i Piano (2000): João Pereira Coutinho, José Bon de Sousa; La Mà de Guido, LMG2042
- Symphonic Works (2004): Baltic Philharmonic Orchestra Gdansk, Mário Mateus; Dux, 0461
- Peças Portuguesas e Japonesas para Piano Solo (2006): Yuki Rodrigues; Numérica, NUM 1140
- Obras-Primas da Música Portuguesa e Romena para Piano (2006): Constantin Sandu; Numérica, NUM 1136
- Violino em Portugal (2008); Numérica, NUM 1214
- Dual - Homenagem a Álvaro Salazar (2008): Monika Duarte Streitová (flauta), Sofia Lourenço (piano); Engenho das Ideias/Phonedition
- Página Esquecida (2009): Bruno Borralhinho (violoncelo) / Luísa Tender (piano); Dreyer Gaido